# Wasserturm Siófok

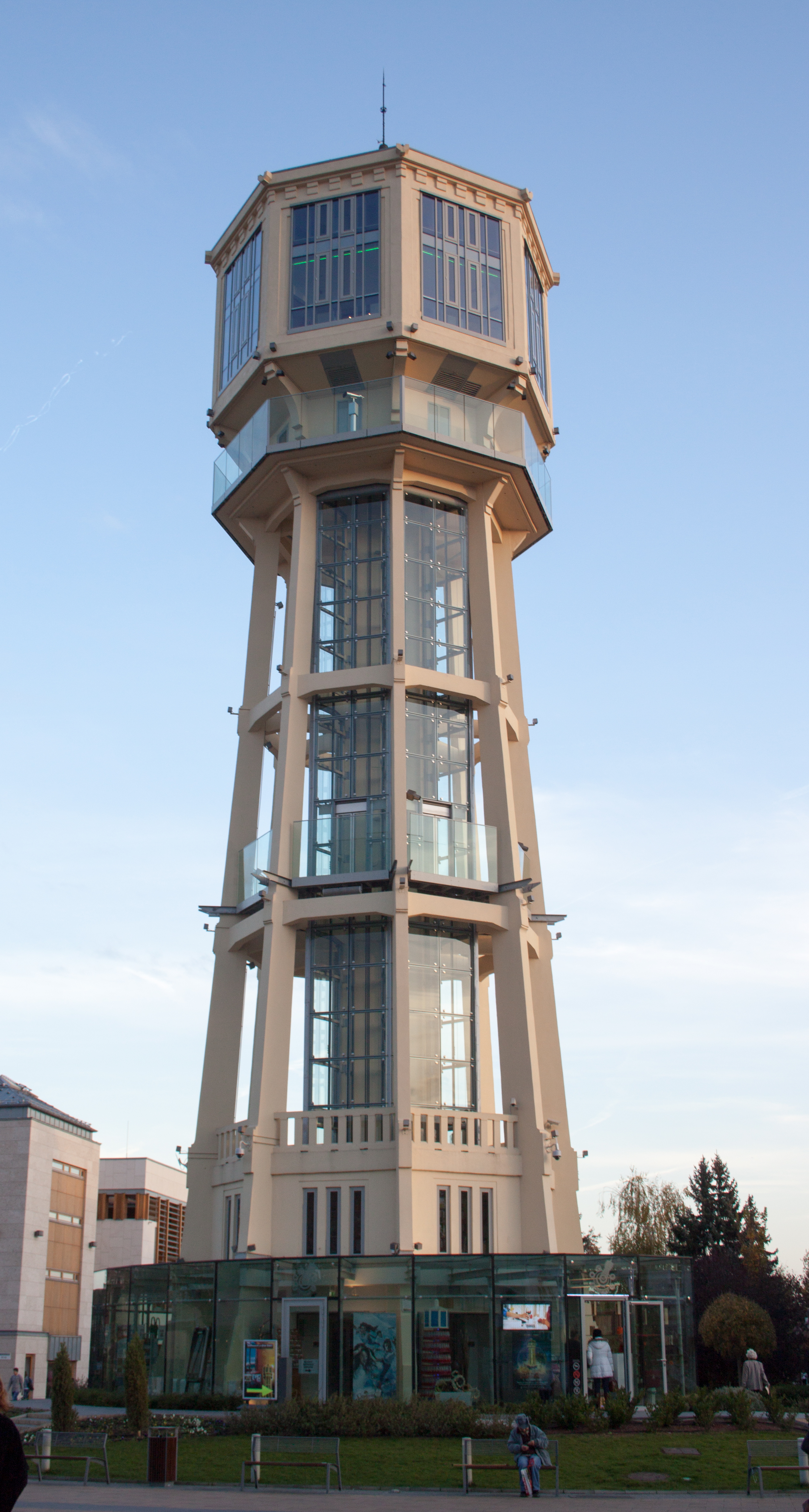
Wasserturm Siófok (2013)

Der Wasserturm von Siófok steht am Fő tér, dem Hauptplatz der am Balaton gelegenen Stadt Siófok, und gilt als weithin sichtbares Wahrzeichen der Stadt.

## Geschichte

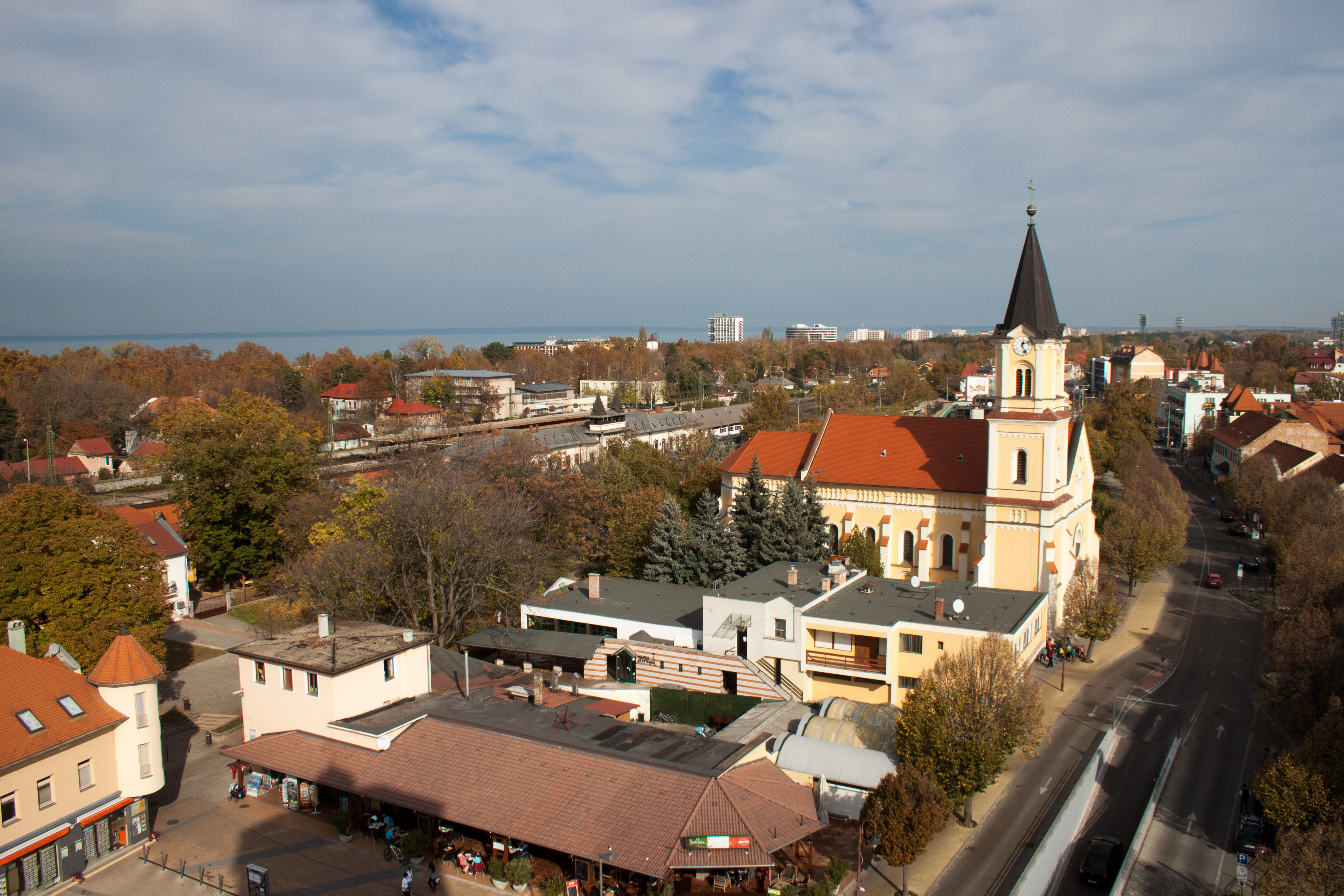
Blick vom Turm in Richtung Balaton (2013)

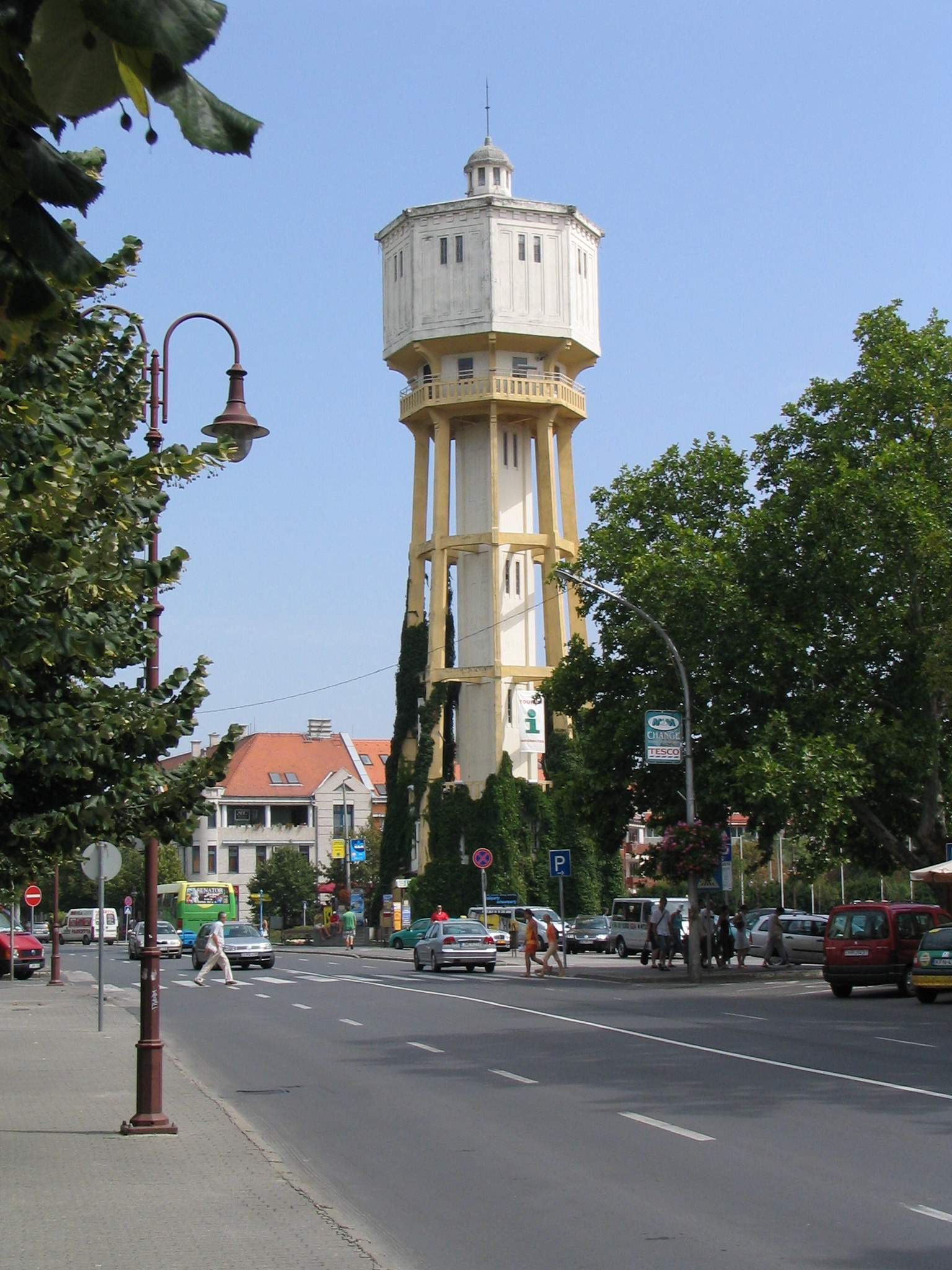
Der Wasserturm von Siófok vor dem Umbau. (2007)

Anfang des 20. Jahrhunderts entwickelte sich Siofok zu einem der beliebtesten Ferienorte am Balaton, was den Ausbau eines modernen Wasser- und Abwassernetzwerks erforderlich machte. Die Arbeiten an der Wasserleitung begannen im Frühjahr 1912. Der Wasserturm – im Ungarischen Viztorony genannt – wurde im Zuge dieser Arbeiten in den Jahren 1911/12 nach Plänen Jenő Gergely und Árpád Gut errichtet und diente mit seinem fünf Meter hohen und 250 m³ fassenden Wasserbecken jahrzehntelang in der für ihn vorgesehenen Funktion, ehe der Betrieb im Jahre 1973 eingestellt wurde und der Turm fortan leer stand. Beschädigungen, die im Zweiten Weltkrieg während der Plattenseeoffensive durch eine Panzerabwehrkanone entstanden, wurden bereits im Frühjahr 1945 ausgebessert. Nachdem bereits in den 1970er Jahren ein neuer Wasserspeicher errichtet worden war, wurde in den 1980er Jahren der Betrieb als Wasserturm eingestellt und die Regionalbehörden versuchten den Turm, der mit seinen 45 Metern zu den höchsten Bauwerken Siófok zählt, erstmals touristisch zu nutzen, was jedoch nur wenig erfolgreich war.
Nachdem er im Jahre 1992 in die Verwaltung der Stadt fiel, beherbergt der aus Stahlbeton bestehende Turm bereits seit dieser Zeit die Touristeninformation der Stadt, die noch heute (Stand: 2021) im Turm zu finden ist. Zum 100-jährigen Bestehen des Turms wurde das zu diesem Zeitpunkt über nur kleine Fenster verfügende und seit Jahrzehnten mit Efeu bewachsene Bauwerk generalsaniert und mit zwei Personenaufzügen, sowie einem Café und der sogenannten Szentkirályi Oxygen-Bar ausgestattet. Des Weiteren wurden großflächige Glasfronten verbaut, um den Turm fortan touristisch besser nutzen zu können. So hat man nun die Möglichkeit auf mehreren Ebenen rund um den Turm zu gehen bzw. die Möglichkeit im drehbaren Bereich des Turmkorbs das 360°-Panorama zu betrachten. Im unteren Bereich des Turms wurde in Zusammenarbeit mit Samsung ein interaktives Präsentationszentrum errichtet. Die bereits im Jahre 2010 begonnenen Bauarbeiten und die Umwandlung der ehemaligen Durchgangsstraße zu einem Platz ohne Fahrzeugverkehr, wurden am 10. Februar 2012 mit der feierlichen Neueröffnung des Turmes abgeschlossen. Die Aussichtsplattform ist mit einem Aufzug erreichbar und von Juni bis September für den Besucherverkehr geöffnet.